# 인천가좌초등학교
인천가좌초등학교는 대한민국 인천광역시 서구에 있는 공립 초등학교이다.

## 학교 연혁
- 1986.05.29 인천가좌국민학교 인가 (14학급)
- 1986.09.01 초대 박성호 교장 취임
- 1986.09.01 14학급 편성 개교
- 1986.09.30 개교 기념 행사
- 1996.02.21 급식소 신축
- 2002.02.15 제13회 졸업식(졸업자 수 290명 / 총 5,002명)
- 2002.03.01 47학급 편성(특수1학급 포함)
- 2003.02.14 제14회 졸업장 수여식(총 5,193명)
- 2003.03.01 56학급 편성
- 2003.09.01 제8대 장재항 교장선생님 취임
- 2004.02.13 제15회 졸업식(총 373명)
- 2004.03.01 54(특수 1) 학급 편성
- 2004.05.04 기상관찰원 조성
- 2004.09.10 학교 냉난방 공사
- 2004.10.01 가좌초등학교 어린이집 개원
- 2004.10.15 가좌골 샘터 축제
- 2005.02.18 제16회 졸업식(334명)
- 2005.03.01 42(특수 1)학급 편성
- 2005.04.09 정기 종합감사 실시
- 2005.04.22 교훈탑 조경공사
- 2005.05.02 관찰원 조성
- 2005.09.15 푸른 꿈 도서관, 제2과학실 개관식
- 2005.11.07 제2컴퓨터실 개관
- 2005.11.15 장애인 편의시설 설치
- 2006.03.01 46(특수2)학급 편성
- 2006.04.05 학교공원화사업 완공
- 2006.12.22 어학실 구축공사 완공
- 2007.03.01 44(특수2)학급 편성
- 2007.09.01 제9대 이강진 교장 취임
- 2008.03.24 학교급식실 현대화사업 증축
- 2008.06.05 특별실 현대화 공사 완공(과학실, 멀티미디어실, 급식실)
- 2008.12.30 학교 교육환경 개선 사업(화장실 개축, 교실 바닥 및 창호 교체)
- 2009.02.16 제20회 졸업(203명 졸업, 6902명 졸업)
- 2009.03.01 42학급 편성(특수 2학급 편성)
- 2009.12.01 제10대 성백교 교장 취임
- 2010.02.12 제21회 졸업(235명 졸업 / 누계 7,137명)
- 2010.03.01 41학급 편성(특수2학급 포함)
- 2011.02.18 제22회 졸업식(210명, 총 7,349명)
- 2011.03.01 38학급 편성(특수2학급 포함)
- 2011.10.19 다목적 강당(꿈벼리채) 개관식 및 학예발표회
- 2011.11.24 교육환경개선 사업 및 내진 보강 공사 준공 기념식
- 2012.02.15 제23회 졸업식(195명, 총 7544명)
- 2012.03.01 35학급 편성(특수2학급 포함)
- 2013.02.15 제24회 졸업식(졸업자수 195명, 누계 7739명)
- 2013.03.01 33학급 편성(특수2학급 포함)
- 2014.02.15 제25회 졸업식(졸업자 수 170명 / 누계 7909명)
- 2014.03.01 31학급 편성(특수학급 2학급 포함)
- 2015.02.13 제26회 졸업식(127명, 총 8036명)
- 2015.03.01 31학급 편성(특수학급 2학급 포함)
- 2015.03.01 제11대 김현경 교장 취임

## 참고 자료
- 인천가좌초등학교 - 한국교육학술정보원 학교알리미